# Johan Claesson
Johan Claesson (* 12. August 1981) ist ein schwedischer Fußballspieler. Der Mittelfeldspieler, der für Gefle IF fast hundert Spiele in der Allsvenskan bestritt, spielte in seiner bisherigen Laufbahn in Schweden und für die Portland Timbers in der USL First Division.

## Werdegang
Claesson spielte zunächst in der Jugend bei Hagby IK. Von dort ging der Mittelfeldspieler in die Jugendabteilung von IK Sirius. Später debütierte er für den Klub im Männerbereich in der drittklassigen Division 1.
2005 wechselte Claesson in die Allsvenskan zu Gefle IF. Bei dem Klub, der den Aufstieg aus der Superettan geschafft hatte, wurde er zunächst hauptsächlich als Einwechselspieler eingesetzt, im Laufe seiner Debütsaison in Schwedens Eliteserie erkämpfte er sich jedoch einen Stammplatz. In 23 Saisoneinsätzen trug er in der Spielzeit 2005 zum Erreichen des 11. Tabellenranges bei, dem ersten Nicht-Abstiegsplatz. Als Stammspieler in den folgenden Spielzeiten half er der Mannschaft, sich im hinteren Mittelfeld der Liga zu etablieren.
Nach vier Jahren erster schwedischer Liga und Beendigung seines Jura-Studiums entschloss sich Claesson den Klub Ende der Spielzeit 2008 zu verlassen und wechselte in die Vereinigten Staaten zu Portland Timbers. Bei seinem neuen Klub, der ihn nach Auslaufen seines Vertrages in Schweden ablösefrei verpflichten konnte, unterschrieb er einen Einjahres-Kontrakt mit Option auf eine weitere Spielzeit. In seinem ersten Jahr erzielte er ein Tor in 25 Saisonspielen. Letztlich blieb er bis Ende 2010 in den USA, anschließend kehrte er zu seinem in der dritten Liga spielenden Heimatverein IK Sirius zurück. Hatte er in seiner ersten Spielzeit mit der Mannschaft aufgrund der gegenüber dem punktgleichen FC Väsby United schlechteren Tordifferenz den Relegationsplatz zur Superettan verpasst, fehlte dem Klub Ende 2012 ein Punkt auf den Tabellenzweiten BK Forward. Dennoch verlängerte er im Dezember seinen auslaufenden Vertrag, Trainer Kim Bergstrand bezeichnete ihn in diesem Zusammenhang als kompetenten Fußballspieler.